# Saad Hariri

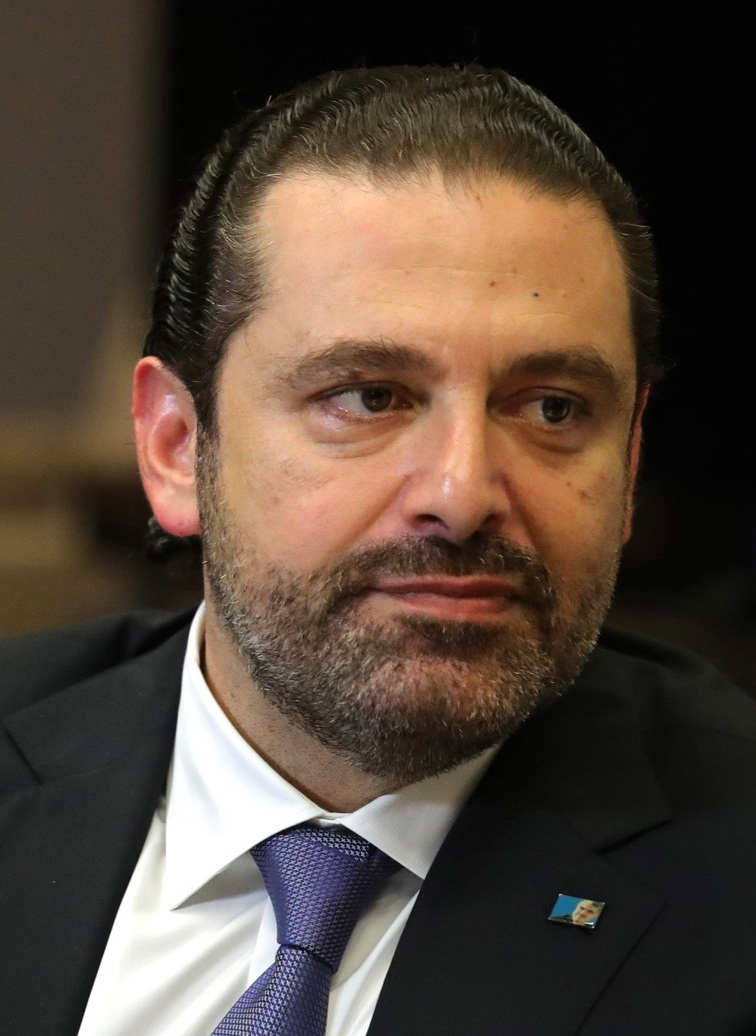
Saad Hariri (2017)

Saad Hariri (arabisch سعد الدين رفيق الحريري, DMG Saʿd ad-Dīn Rafīq al-Ḥarīrī; * 18. April 1970 in Riad) ist ein libanesisch-saudi-arabischer Unternehmer, Politiker und Milliardenerbe. Ab dem 18. Dezember 2016 war er Ministerpräsident des Libanon, erklärte auf Druck des saudischen Kronprinzen Mohammed bin Salman am  3. November 2017 in Saudi-Arabien seinen Rücktritt vom Amt. Nach seiner Rückkehr widerrief er den Rücktritt, bis er unter Druck der landesweiten Proteste am 29. Oktober 2019 aus eigenen Stücken zurücktrat. Seine erste Amtszeit dauerte vom 9. November 2009 bis zum 25. Januar 2011. Im Oktober 2020 wurde er erneut mit der Regierungsbildung beauftragt, nachdem die Vorgängerregierung unter dem Eindruck der Explosionskatastrophe in Beirut 2020 zerfallen war. Am 15. Juli 2021 erklärte er seine Bemühungen zur Regierungsbildung für gescheitert.

## Leben
Saad ist der zweitälteste Sohn des im Februar 2005 ermordeten Unternehmers und ehemaligen Regierungschefs Rafiq al-Hariri und dessen erster Frau. Sein Vater hatte die Immobilienfirma Saudi Oger übernommen und dank Bauaufträgen der saudischen Königsfamilie zu einem Milliarden-Imperium aufgebaut. Er besitzt neben der libanesischen auch die französische und die saudi-arabische Staatsbürgerschaft und ist wie sein Vater Sunnit. Saad studierte wie seine Brüder in den USA an der Georgetown University Betriebswirtschaft und erwarb 1992 den Bachelor in International Business. Außerdem gilt er als Experte für Telekommunikations- und Informationstechnik. Er ist General Director von Saudi Oger, einem Mischkonzern mit 35.000 Angestellten, und besitzt Beteiligungen an zahlreichen Konzernen der arabischen Welt, wie z. B. der saudi-arabischen Bank. Sein Vater galt als mit dem saudi-arabischen Königshaus befreundet.

## Politik
Nach dem Tod seines Vaters trat Saad dessen politisches Erbe an. Bei der ersten Teilabstimmung der Parlamentswahlen im Libanon 2005 am 29. Mai gewann er mit seiner „Versöhnungs- und Reformliste“ (Zukunftsbewegung, تيار المستقبل Tayyār al-Mustaqbal, französisch Courant du Futur) alle 19 Sitze, die in der Hauptstadt Beirut zu vergeben waren; bei 9 der 19 Sitze hatte es keinen Gegenkandidaten gegeben. Zum Wahlerfolg trugen der Mythos Rafiq Hariris und umfangreiche Gelder bei. Das Endergebnis der in mehreren Durchgängen stattfindenden Wahl, der letzte davon am 19. Juni 2005, wies für die Allianz des 14. März unter seiner Führung insgesamt 72 der 128 Parlamentsmandate aus. Er lehnte es ab, Ministerpräsident zu werden, solange Émile Lahoud (* 1936) noch Staatspräsident war. Dies wurde der ehemalige Finanzminister Fuad Siniora, ein langjähriger Vertrauter seines Vaters.
Bei der Parlamentswahl am 8. Juni 2009 erhielt Hariris prowestliche Allianz 71 der 128 Parlamentssitze und deutlich mehr Stimmen als die prosyrischen Parteien. Einen Tag danach äußerte Hariri, er wolle auch die Hisbollah an einer Koalition beteiligen.
Ihm gelang es aber nicht, eine Regierung der nationalen Einheit unter Beteiligung der Opposition zu bilden. Zehn Wochen nach der Wahl verzichtete er deshalb auf das Amt des Ministerpräsidenten.
Hariri war nach 2005 zwei Mal das Regierungsamt angeboten worden, das nach dem System der Machtteilung einem Sunniten vorbehalten ist. Beide Male verzichtete er jedoch zugunsten von Fuad Siniora, einem ehemaligen Berater seines Vaters. Auch Abgeordnete des rivalisierenden Lagers hatten 2009 seine Nominierung unterstützt.
Im Syrischen Bürgerkrieg wurde Hariri 2012 als eine der Schlüsselfiguren in der Organisation des Waffennachschubs für die Rebellen vermutet.
Nach einer 29-monatigen Periode des Machtvakuums und der gegenseitigen Blockierung an der libanesischen Staatsspitze wurde im Oktober 2016 der frühere Ministerpräsident General Michel Aoun zum Präsidenten gewählt. Dadurch konnte Hariri seine politische Karriere als Ministerpräsident fortsetzen. Im Austarieren der Machtbalance fanden der maronitische Christ Aoun, seit seiner Rückkehr aus dem Exil 2005 mit der schiitischen Hizbollah-Miliz verbündet, und Hariri einen Kompromiss. Hariri wurde deshalb als Ministerpräsident designiert. Am 18. Dezember 2016 trat er das Amt des libanesischen Ministerpräsidenten an.
Nachdem Hariri in Beirut Ali Akbar Velayati, den früheren iranischen Außenminister, getroffen hatte, reiste er am 3. November 2017 nach Riad. Es entwickelte sich der Libanesisch-Saudische Disput. Am 4. November 2017 gegen 11 Uhr Ortszeit verlas Hariri eine vom saudischen Sender al-Arabiya live ausgestrahlte Erklärung, worin er seinen Rücktritt als Ministerpräsident erklärte. Der Text war gespickt mit für ihn untypischen Hieben gegen den Iran und gegen die Hisbollah – mit der er seit einem Jahr am Kabinettstisch saß. Seine Demission war von Saudi-Arabien erzwungen worden, dem saudischen Kronprinz Mohammed bin Salman wurde vorgeworfen, Hariri zum Rücktritt gezwungen zu haben und gegen seinen Willen in der saudischen Hauptstadt Riad festzuhalten. Saad Hariri gehört der Abdallah-Linie der Dynastie der Saud an. An jenem 4. November 2017 ließ der saudische Kronprinz Mohammed bin Salman Hunderte Angehörige vorwiegend der Abdallah-Linie verhaften, darunter Prinz Muteb als Kommandeur der königlichen Wache. Der libanesische Präsident Michel Aoun nahm das Rücktrittsgesuch Hariris nicht an, da nach libanesischem Recht der Ministerpräsident seinen Rücktritt dem Präsidenten gegenüber persönlich erklären muss. Hariri begab sich am 18. November auf Einladung Macrons mit seiner Familie nach Frankreich, dem Land, von dem Libanon 1943 unabhängig wurde. Am Abend vor dem Unabhängigkeitstag, dem 22. November 2017, landet Hariri wieder in Beirut und reichte formal bei Aoun sein Rücktrittsgesuch ein. Aoun nahm es jedoch nicht an und bat Hariri darum, Gespräche zu führen, um Auswege aus der Lage zu finden. Hariri widerrief daraufhin seinen Rücktritt.
Bei den Protesten im Libanon 2019 ist Hariris Politik den Vorwürfen der Korruption, Misswirtschaft und des Nepotismus ausgesetzt. Hariri gab am Nachmittag des 29. Oktober 2019 seinen Rücktritt bekannt und damit den Forderungen der Demonstranten nach, die seit fast zwei Wochen landesweite Demonstrationen veranstalten. Hariri leitete seit weniger als zwei Jahren eine Regierung der nationalen Einheit, zu der auch einige seiner politischen Gegner gehören. Nach dem Rücktritt von Hassan Diab und dem Scheitern einer Regierungsbildung durch Mustapha Adib wurde Hariri im Oktober 2020 (ein Jahr, nachdem er unter dem Eindruck landesweiter Protesten gegen weit verbreitete Korruption und eine zusammenbrechende Wirtschaft gestürzt war) erneut beauftragt eine Regierung zu bilden. Er schlug Präsident Michel Aoun ein technokratisches Kabinett vor, was dieser im Juli 2021 jedoch ablehnte.

## Familie
Als ein Erbe des väterlichen Vermögens steht Saad Hariri auf der Forbes-Liste der reichsten Menschen der Welt und gilt als einer der jüngsten Milliardäre, ebenso wie seine jüngeren Halbbrüder Fahd (* 1980) und Ayman Hariri (* 1978) und sein älterer Bruder Bahaa Hariri. Seine Halbschwester Hind (* 1984) galt für kurze Zeit als jüngste Milliardärin der Welt. Mittlerweile ist das Hariri-Imperium durch die ökonomische Schieflage des vor allem in Saudi-Arabien tätigen Konzerns Oger schwer angeschlagen. Das Milliardenvermögen ist nach Angaben von Forbes von 4,1 Milliarden im Jahre 2005  auf 1,3 Milliarden Dollar im Jahr 2016 geschrumpft. Am 31. Juli 2017 stellte Saudi Oger schließlich die Geschäftstätigkeit ein.
Er und Bahaa entstammen der Ehe Rafiq Hariris mit seiner ersten, irakischen Ehefrau. Seine Halbgeschwister gingen aus der zweiten Ehe seines Vaters hervor.
Saad Hariri ist zum zweiten Mal verheiratet und Vater von drei Kindern; seine Ehefrau ist Syrerin.